# Abelisaurus
Pour les articles homonymes, voir Abélisaure.
Genre
Espèce
Abelisaurus (abélisaure en français) est un genre fossile de dinosaures théropodes de la famille des abélisauridés ayant vécu au Crétacé supérieur en Amérique du Sud.

## Systématique
Son nom signifie « lézard d'Abel » — de Roberto Abel, découvreur en 1983 de l'holotype (les fragments d'un crâne) et ancien directeur du musée provincial de Cipoletti en Argentine où le crâne est exposé. Ce crâne découvert par Roberto Abel est encore actuellement le seul spécimen connu, mais il suffit en 1985 aux paléontologues argentins José Bonaparte et Fernando Novas pour baptiser aussi bien le genre (en l'honneur du découvreur) qu'une nouvelle famille pour le classer, les abélisauridés,,.
- Époque :  Crétacé supérieur (Campanien) (83,6 à 72,2 millions d'années)
- Taille estimée (approximation) : 6,5 à 9 m de long, 3 m de haut, 1,5 tonne
- Habitat connu : actuelle Argentine
- Régime alimentaire : carnivore[1]

## Caractères connus et estimations de taille

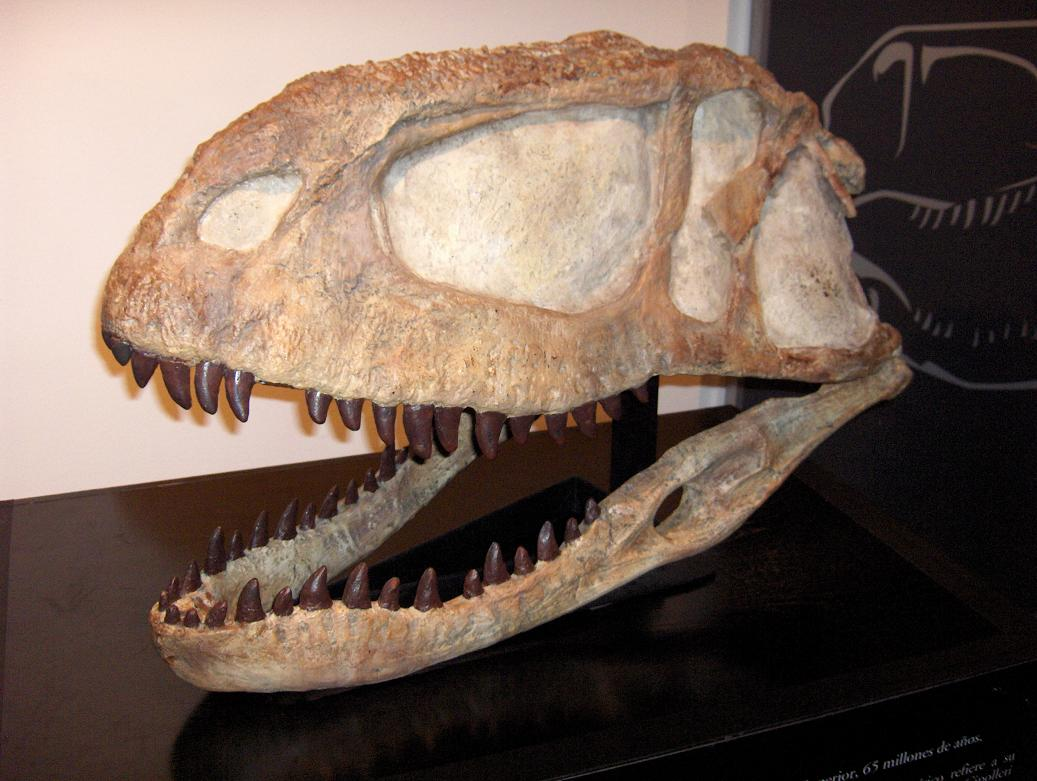
Crâne d'Abelisaurus, reconstitué hypothétiquement à partir des fragments conservés en Argentine.

Abelisaurus était un carnivore bipède avec des arêtes rigides sur le sommet du crâne, mais dépourvu d'une crête bien définie comme chez les autres membres de sa famille. Le seul crâne fossile que l'on connaisse mesure environ 85 centimètres de long. Aucun reste de ce dinosaure n'est connu mis à part ce crâne, rendant une estimation exacte de sa taille impossible, mais on pouvait néanmoins supposer qu'il atteignait les 6,5  à   9 mètres de long. En 2016, en Bolivie, une empreinte grande de 1,20 m a été attribuée à cette espèce. La taille supposée du spécimen à l'origine de cette empreinte a été estimée à 12 m (cette annonce d'une « découverte » non étudiée scientifiquement doit être prise avec réserve). Du fait qu'on ne connaît qu'un seul crâne, on ne connaît incidemment qu'une seule espèce, Abelisaurus comahuensis, nommé d'après la région de Comahue, en Argentine, où il fut découvert. José Bonaparte et Fernando Novas ont nommé et décrit le genre et l'espèce en 1985. Bien qu'il n'en soit alors que le seul spécimen, la famille des abélisauridés a été proposée en même temps.

## Taxonomie
L’abélisaure est généralement considéré comme membre de la famille homonyme des abélisauridés, famille de théropodes cératosauriens, considérée par plusieurs comme étant très étroitement liée à celle des noasauridés. Tel qu'indiqué par Lamanna et al. (2002), les abélisauridés partagent quelques caractéristiques crâniennes avec les carcharodontosauridés, avec lesquels ils ne sont pourtant pas apparentés, et puisque l'abélisaure n'est connu que par un crâne, des découvertes futures d'os du reste du corps pourraient montrer qu'en fait, le genre Abelisaurus appartient aux charcharodontosauridés. C'est cependant improbable.

## Répartition et époque
L'abélisaure est l'un des nombreux dinosaures retrouvés dans l'actuelle Patagonie, en Argentine. Il a été décrit à l'origine comme provenant de la formation d'Allen, mais des recherches ultérieures ont suggéré une appartenance à une autre formation géologique ultérieure et il est de nos jours accepté qu'il appartient à la formation d'Anacleto (en), dans la province de Río Negro. La formation d'Anacleto fait partie du sous-groupe de Rio Colorado du groupe de formations géologiques de Neuquén en Amérique du Sud. Cette formation est connue pour préserver des sédiments du début du Campanien, il y a de cela 83 à 80 millions millions d'années.

## Genres apparentés
Le genre Abelisaurus n'a été découvert qu'en Argentine mais d'autres abélisauridés ont été découverts ailleurs dans le monde, dont les exemples suivants :
- En Amérique du Sud, Aucasaurus, Carnotaurus ou Pycnonemosaurus, entre autres ;
- En Europe, Arcovenator, Betasuchus ou Tarascosaurus, entre autres ;
- En Afrique, Berberosaurus, Rugops ou Kryptops, entre autres ;
- En Inde, Dryptosauroides, Rajasaurus ou Indosaurus, entre autres ;
- Au Pakistan, Vitakridrinda ;
- À Madagascar, Majungasaurus.

### Publication originale
- (it) José F. Bonaparte, I dinosauri dell’Argentina, coll. « Sulle Orme dei Dinosauri », 1984, 125-143 p. (ISBN 8870770184, OCLC 15902206).